# Cassinetta di Lugagnano
Cassinetta di Lugagnano – miejscowość i gmina we Włoszech, w regionie Lombardia, w prowincji Mediolan.
Według danych na rok 2004 gminę zamieszkuje 1525 osób, 508,3 os./km².